# جیمز بری (جراح)
جیمز بری (انگلیسی: James Barry؛ ۱۷۸۹ یا ۱۷۹۹ – ۲۵ ژوئیه ۱۸۶۵، حدوداً ۶۶–۷۶ ساله) با نام اصلی مارگارت آن بولکلی، یک نظامی جراح اهل ایرلند در ارتش بریتانیا بود. او پس از فارغ‌التحصیلی از مدرسه پزشکی دانشگاه ادینبرو در آفریقای جنوبی و هندوستان خدمت کرد. پس از پایان خدمت، به سمت بازرس کل بیمارستان‌های نظامی منصوب شد. او در سفرهایش، نه‌تنها شرایط سربازان مجروح را بهبود داد، بلکه به شرایط بومیان هر منطقه هم توجه می‌کرد. از میان موفقیت‌های او می‌توان به اولین عمل سزارین موفق در آفریقا اشاره کرد که توسط پزشکی انگلیسی انجام شد و مادر و فرزند، هر دو پس از جراحی سالم ماندند.
گرچه بری در بزرگسالی به عنوان یک مرد زندگی می‌کرد، اما هنگام تولد، مؤنث بود و نام تولدش، مارگارت آن بولکلی بوده است. او تصمیم گرفت به عنوان یک مرد زندگی کند تا بتواند در دانشگاه درس بخواند و حرفه جراحی را برگزیند. اجتماع و هم‌دانشگاهی‌های او پس از مرگش، حقیقت جنسیت او را دریافتند. با این حساب، او اولین پزشک یا جراح زن واجد شرایط و شناخته‌شده بریتانیایی است که پنجاه سال پیش از الیزابت گرت اندرسون، به این حرفه پرداخته و به عنوان یک زن، واجد شرایط آن شده است.

## نگارخانه

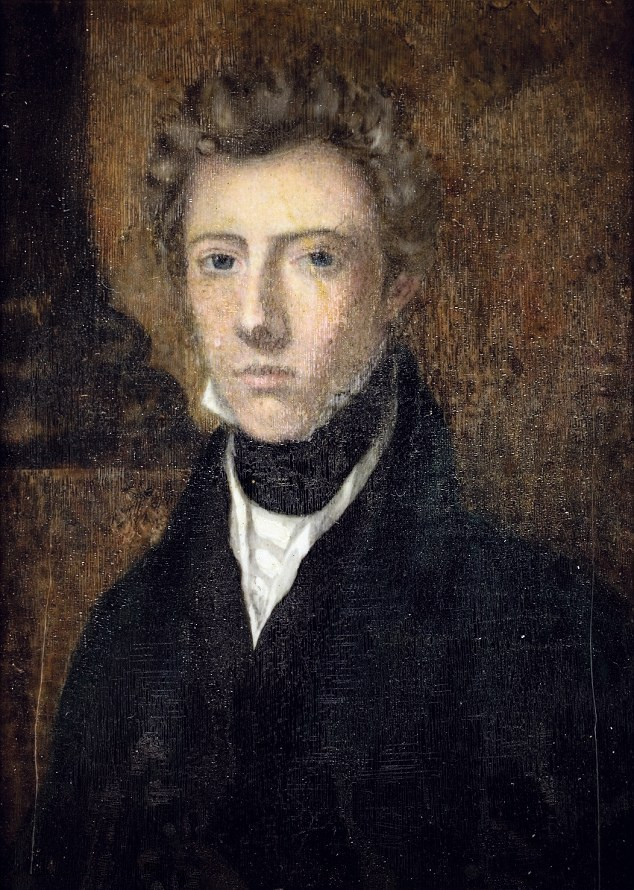
جیمز بری، اواخر دههٔ ۱۸۴۰ میلادی
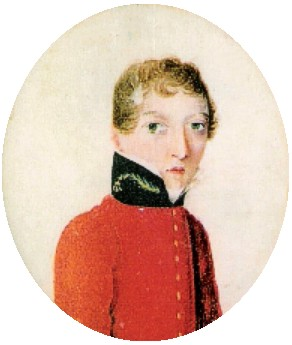
نقاشی از جیمز بری حدود ۱۸۱۳–۱۸۱۶ میلادی